# (1530) Rantaseppä
(1530) Rantaseppä ist ein Asteroid des Hauptgürtels, der am 16. September 1938 von dem finnischen Astronomen Yrjö Väisälä in Turku entdeckt wurde.
Der Name des Asteroiden erinnert an den finnischen Astronomen Hilkka Rantaseppä.